# 山﨑秀鷗
山﨑 秀鷗（やまざき しゅうおう、1960年4月3日 - ）は、日本の書家。

## 経歴・人物
- 東京都出身。本名は山﨑裕之（やまざき・ひろゆき）[1]。
- 幼少より書を学び、井野大雲などに師事する[2]。
- 大東文化大学文学部中国文学科卒業。大学卒業後には高等学校の国語・書道教師を務めた後、デザイン会社での勤務経験を持つ[1]。
- デザイン会社では主に筆文字のレンダリングデザインなどを出掛けた後、1992年に独立する[2]。
- 独立後にはホリプロダクションに文化人枠で所属しつつ、テレビドラマや映画などのタイトル・題字の揮毫を手掛ける[3]。
- またフジテレビジョンのワイドショー番組『とくダネ!』にコメンテーターとしてレギュラー出演した経歴も持つ[4]。
- 現在は東京都にてニ箇所、埼玉県草加市で一箇所とそれぞれ書道塾を運営し、北斗文化学園教職員も務めている[3]。

## 主な作品

### 映画題字
- 『あの夏、いちばん静かな海。』
- 『ラスト サムライ』（日本語版）
- 『ゴダールの新ドイツ零年/レミー・コーション最後の冒険』（日本語版）

### テレビ番組題字
- 『報道2001』（フジテレビジョン）
- 『金曜時代劇』（日本放送協会）
  - 「柳生十兵衛七番勝負」

### その他
- 大相撲第74代横綱・豊昇龍智勝関 三ッ揃い化粧廻しデザイン[5]